# Yuki River
Der Yuki River ist ein etwa 260 Kilometer langer linker Nebenfluss des Yukon River im Westen des US-Bundesstaats Alaska.

## Verlauf
Der Yuki River entspringt in den Kuskokwim Mountains, rund 65 Kilometer östlich von Kaltag, und fließt zunächst in östlicher, dann in nordnordöstlicher Richtung. Zwischen Galena und Ruby mündet er in den Yukon River. Der Yuki River weist ein stark mäandrierendes Verhalten mit zahlreichen engen Flussschlingen und Altarmen auf. Der Yuki River entwässert ein Areal von etwa 3460 km².

## Name
Die Bezeichnung der Ureinwohner Alaskas für den Fluss wurde 1954 vom United States Geological Survey registriert und übernommen.

## Nebenflüsse
Der East Fork Yuki River ist ein etwa 119 km langer rechter Nebenfluss des Yuki River. Sein Quellgebiet liegt in den Kuskokwim Mountains auf einer Höhe von etwa 400 m. Der East Fork Yuki River verläuft südlich vom Oberlauf des Yuki River in östlicher, später in nordnordöstlicher Richtung.